# Ponor (gmina Knjaževac)
Ponor (cyr. Понор) – wieś w Serbii, w okręgu zajeczarskim, w gminie Knjaževac. W 2011 roku liczyła 66 mieszkańców.